# Abu l-Aszvad ad-Duali
Abu l-Aszvad Zálim ibn Amr ad-Duali (arab betűkkel أبو الأسود ظالم بن عمرو الدؤلي – Abū l-Aswad Ẓālim ibn ʿAmr ad-Duʾalī; Kúfa, 606 körül – Baszra, 688) arab filológus és költő. Hagyományosan őt tekintik az arab nyelvtudomány megalapítójának.
A Kinána-törzshöz tartozott, I. Omár uralkodása alatt ment Baszrába, később, Ali idejében jelentős tisztségeket töltött be (kádi volt, később emír lett). Síita érzelmeit megőrizte Ali halála után, bár igyekezett az Omajjád győztesek kegyeibe is beférkőzni.
Nyelvészeti munkával állítólag Ali kalifa felkérésére kezdett foglalkozni, bár egy másik történet szerint kislánya egy nyelvi hibája indította arra, hogy az arab nyelv szerkezetének vizsgálatával foglalkozzon. A baszrai nyelvészeti iskola egyik előfutárának tekinthető, tudományos művei nem maradtak fenn. Az utókor hatvanhat, 450 sort kitevő versét ismeri, ám ezek egy részéről feltételezhető, hogy baszrai filológuskörökből származó hamisítvány. Annyi bizonyosnak látszik, hogy költészetében a beduin hagyományokat követte.